# Estádio Monumental da UNSA
O Estádio Monumental da Universidad Nacional de San Agustín é um estádio de futebol localizado na cidade de Arequipa, no Peru. É chamado oficialmente de Estádio Arequipa, mas por ser administrado pela Universidad Nacional de San Agustín (UNSA) e numa alusão ao Estádio Monumental de Lima é chamado Estádio Monumental UNSA. O FCB Melgar manda seus jogos nesse estádio.
Um aspecto interessante é que, dos lugares mais altos da arquibancada do estádio, é possível ver o vulcão Misti.

## História

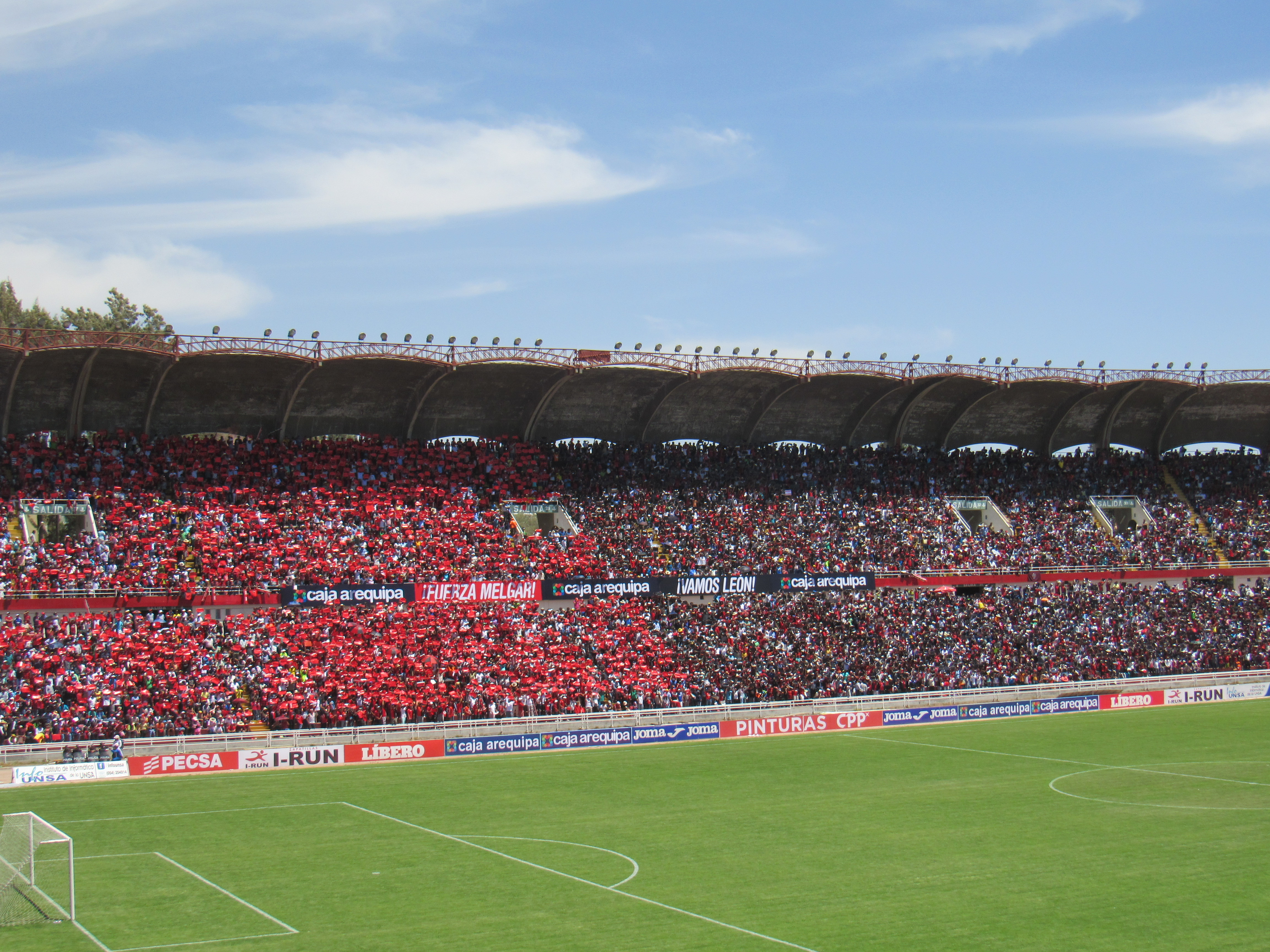
Tribuna leste.

Inaugurado em 1993, tem capacidade para 40.370 torcedores. Porém a primeira partida de futebol foi realizado apenas em julho de 1995.
Em 19 de Dezembro de 2003, o Cienciano de Cuzco utilizou o estádio na final da Copa Sul-Americana, vencendo o River Plate por 1 a 0. Em 2011 foi o principal estádio do Campeonato Sul-Americano Sub-20 que aconteceu no sul do Peru (nas cidades de Arequipa, Moquegua e Tacna). Lá foi disputado o maior número de partidas, assim como a fase final em sua totalidade.
Foi uma das sedes da Copa América 2004.

## Eventos internacionais

### Copa CONMEBOL de 1998

#### Oitavas de final
| Data        | Mandante | Placar | Visitante | Referência |
| ----------- | -------- | ------ | --------- | ---------- |
| 15 de julho | Melgar   | 1-3    | LDU       |            |

### Copa Sul-Americana de 2003

#### Final
| Data           | Mandante  | Placar | Visitante   | Referência |
| -------------- | --------- | ------ | ----------- | ---------- |
| 19 de dezembro | Cienciano | 1-0    | River Plate | [ 7 ]      |

### Copa América de 2004
O estádio recebeu 5 jogos do Grupo C.
| Data        | Mandante   | Placar | Visitante  | Referência |
| ----------- | ---------- | ------ | ---------- | ---------- |
| 8 de julho  | Costa Rica | 0-1    | Paraguai   | [ 9 ]      |
| 8 de julho  | Brasil     | 1-0    | Chile      | [ 10 ]     |
| 11 de julho | Brasil     | 4-1    | Costa Rica | [ 11 ]     |
| 11 de julho | Paraguai   | 1-1    | Chile      | [ 12 ]     |
| 14 de julho | Brasil     | 1-2    | Paraguai   | [ 13 ]     |

### Campeonato Sul-Americano de Futebol Sub-20 de 2011

#### Grupo A
| Data          | Mandante  | Placar | Visitante | Referência |
| ------------- | --------- | ------ | --------- | ---------- |
| 16 de janeiro | Argentina | 2-1    | Uruguai   |            |
| 16 de janeiro | Peru      | 0-2    | Chile     |            |
| 19 de janeiro | Peru      | 1-2    | Argentina |            |
| 19 de janeiro | Venezuela | 1-1    | Uruguai   |            |
| 22 de janiero | Argentina | 1-1    | Venezuela |            |
| 22 de janiero | Chile     | 0-4    | Uruguai   |            |
| 24 de janeiro | Chile     | 1-3    | Argentina |            |
| 24 de janeiro | Peru      | 1-1    | Venezuela |            |
| 27 de janeiro | Chile     | 3-1    | Venezuela |            |
| 27 de janeiro | Peru      | 2-0    | Uruguai   |            |

#### Fase final
| 31 de janeiro | Uruguai  | 1 – 0     | Colômbia |                         |
| 16:50         | Luna 42' | Relatório |          | Árbitro: ARG Diego Abal |

| 31 de janeiro | Argentina | 0 – 1     | Equador       |                            |
| 19:00         |           | Relatório | Montaño 45+1' | Árbitro: BRA Wilson Seneme |

| 31 de janeiro | Chile        | 1 – 5     | Brasil                                                         |                         |
| 21:10         | Carrasco 18' | Relatório | Neymar 17', 47' · Lucas 65' · Diego Maurício 81' · Willian 89' | Árbitro: ECU Omar Ponce |

| 3 de fevereiro | Uruguai    | 1 – 1     | Equador     |                            |
| 16:50          | Mayada 17' | Relatório | Montaño 59' | Árbitro: PAR Antonio Arias |

| 3 de fevereiro | Chile                       | 2 – 3     | Argentina                                        |                              |
| 19:00          | Carrasco 15' · Gallegos 90' | Relatório | Ferreyra 50' (pen) · Iturbe 62' · Tagliafico 72' | Árbitro: PER Víctor Carrillo |

| 3 de fevereiro | Brasil                           | 2 – 0     | Colômbia |                          |
| 21:10          | Casemiro 2' · Diego Maurício 89' | Relatório |          | Árbitro: BOL Raúl Orosco |

| 6 de fevereiro | Uruguai  | 1 – 0     | Chile |                            |
| 15:50          | Luna 37' | Relatório |       | Árbitro: BRA Wilson Seneme |

| 6 de fevereiro | Equador | 0 – 0     | Colômbia |                               |
| 18:00          |         | Relatório |          | Árbitro: VEN Marlon Escalante |

| 6 de fevereiro | Argentina                        | 2 – 1     | Brasil      |                            |
| 20:10          | Funes Mori 7' (pen) · Iturbe 68' | Relatório | Willian 55' | Árbitro: COL Wilmar Roldán |

| 9 de fevereiro | Colômbia         | 1 – 3     | Chile                                    |                            |
| 16:50          | Magaña 2' (g.c.) | Relatório | Gallegos 24' · Bustos 42' · Carrasco 49' | Árbitro: PAR Antonio Arias |

| 9 de fevereiro | Uruguai    | 1 – 0     | Argentina |                          |
| 19:00          | Vecino 64' | Relatório |           | Árbitro: BOL Raúl Orosco |

| 9 de fevereiro | Equador | 0 – 1     | Brasil      |                              |
| 21:10          |         | Relatório | Casemiro 8' | Árbitro: PER Víctor Carrillo |

| 12 de fevereiro | Colômbia | 0 – 2     | Argentina                         |                               |
| 16:50           |          | Relatório | Ferreyra 14' (pen) · Zuculini 32' | Árbitro: VEN Marlon Escalante |

| 12 de fevereiro | Equador    | 1 – 0     | Chile |                            |
| 19:00           | Arroyo 72' | Relatório |       | Árbitro: COL Wilmar Roldán |

| 12 de fevereiro | Uruguai | 0 – 6     | Brasil                                             |                            |
| 21:10           |         | Relatório | Lucas 40', 42', 80' · Danilo 51' · Neymar 57', 62' | Árbitro: PAR Antonio Arias |

### Copa Sul-Americana de 2015

#### Primeira fase
| 18 de agosto  | Melgar                                    | 4 – 0     | Junior de Barranquilla |                                            |
| 16:30 (UTC−5) | Cuesta 4', 45' · Quina 74' · Acasiete 82' | Relatório |                        | Público: 2 000 Árbitro: CHI Patricio Polic |

### Copa Libertadores da América de 2016

#### Grupo 5
| 17 de fevereiro | Melgar        | 1 – 2     | Atlético Mineiro                |                                               |
| 18:45 (UTC−5)   | Fernández 14' | Relatório | Rafael Carioca 20' · Patric 38' | Público: 30 000 Árbitro: COL Wilson Lamouroux |

| 1 de março    | Melgar | 0 – 1     | Independiente del Valle |                                          |
| 15:15 (UTC−5) |        | Relatório | Sornoza 36'             | Público: 15 000 Árbitro: URU Oscar Rojas |

| 7 de abril    | Melgar     | 1 – 2     | Colo-Colo        |                                          |
| 19:45 (UTC−5) | Cuesta 48' | Relatório | Paredes 68', 72' | Público: 8 000 Árbitro: COL Luis Sánchez |

### Copa Sul-Americana de 2016

#### Primeira fase
| 17 de agosto  | Real Garcilaso | 1 – 0     | Aucas |                                              |
| 21:15 (UTC−5) | Valverde 29'   | Relatório |       | Público: 1 000 Árbitro: VEN Jesús Valenzuela |

### Copa Libertadores da América de 2017

#### Grupo 3
| 14 de março   | Melgar     | 1 – 0     | Emelec |                                           |
| 17:30 (UTC−5) | García 76' | Relatório |        | Público: 15 000 Árbitro: BRA Sandro Ricci |

| 26 de abril   | Melgar      | 1 – 2     | Independiente Medellín        |                                               |
| 19:00 (UTC−5) | Herrera 69' | Relatório | Piedrahita 72' · Quintero 74' | Público: 15 000 Árbitro: BRA Anderson Daronco |

| 18 de maio    | Melgar                         | 2 – 3     | River Plate                             |                                               |
| 19:00 (UTC−5) | O. Fernández 23' · Herrera 61' | Relatório | Alario 11' · Mayada 19' · Fernández 69' | Público: 10 000 Árbitro: VEN Jesús Valenzuela |

### Copa Libertadores da América de 2018

#### Segunda fase
| 6 de fevereiro | Melgar | 0 – 1     | Santiago Wanderers |                                             |
| 19:30 (UTC−5)  |        | Relatório | Medel 44'          | Público: 7 500 Árbitro: BRA Ricardo Marques |

### Copa Libertadores da América de 2019

#### Segunda fase
| 5 de fevereiro | Melgar    | 1 – 0     | Universidad de Chile |                               |
| 18:30 (UTC−5)  | Arias 53' | Relatório |                      | Árbitro: BRA Anderson Daronco |

#### Terceira fase
| 19 de fevereiro | Melgar                   | 2 – 0     | Caracas |                               |
| 19:30 (UTC−5)   | Romero 34' · Arakaki 50' | Relatório |         | Árbitro: BRA Luiz de Oliveira |